# Mitochondrialne kanały jonowe
Mitochondrialne kanały jonowe – białka błonowe umożliwiające przepływ jonów przez wewnętrzną i zewnętrzną błonę mitochondrialną, gwarantując prawidłowe funkcjonowanie komórek w warunkach fizjologicznych. Wnętrze mitochondriów, zwane macierzą mitochondrialną otoczone jest dwiema błonami wewnętrzną i zewnętrzną, pomiędzy którymi znajduje się przestrzeń międzybłonowa. Wiedza na temat rozmieszczenia poszczególnych mitochondrialnych kanałów jonowych w tkankach jest bardzo fragmentaryczna, ponieważ wymaga nie tylko danych na temat ekspresji genu kodującego dany kanał, ale także badania dystrybucji subkomórkowej produktu genowego i korelacji tej informacji z aktywnościami kanału obserwowanymi w eksperymentach patch-clamp. Wszystko to jest trudne, zwłaszcza biorąc pod uwagę niski poziom ekspresji i istnienie różnych wariantów splicingu, którego mechanizm importu do mitochondriów nie jest zrozumiały. Zasadniczo wszystkie dotychczas zidentyfikowane mitochondrialne kanały potasowe są odpowiednikami dobrze znanych kanałów błony komórkowej.
Kanały jonowe w zewnętrznej błonie mitochondrialnej:
- kanały anionowe regulowane przez zmianę potencjału (VDAC, ang. Voltage-Dependent Anion Channel) - duże zależne od napięcia kanały jonowe. Kanały są mało selektywne dla anionów, przez kanał mogą przepływać jony wapnia oraz stosunkowo małe cząsteczki jak metabolity i nukleotydy. Prawdopodobnie przez kanał VDAC możliwa jest translokacja sekwencji DNA przez błonę, zaproponowano również, że przez kanał ten możliwy jest transport tRNA do mitochondriów.
- rektyfikacyjne kanały potasowe (Kir, ang. Inward Rectifying Potassium Channel) – kanały zaobserwowane podczas eksperymentów patch-clamp, aktywność kanału była regulowana przez cAMP oraz hamowana przez kationy cezu. Kanał nie wykazywał efektu hamującego po zastosowaniu innych klasycznych inhibitorów tego typu kanałów potasowych.
- pory importujące białka – kompleks białek kanałowych TOM (TOM, ang. Translocase of the Outer Mitochondrial). TOM zbudowany jest z różnych podjednostek receptorowych oraz rdzenia, centralnego białka TOM40. Kompleks białek TOM, rozpoznaje i wiąże mitochondrialne białka prekursorowe w celu przetransportowania ich przez błonę mitochondrialną.
- pory zbudowane z rodziny białek Bcl-2 (ang. Pores Formed by Bcl-2 Family Membrane) – to kanały zaangażowane w proces apoptozy. Białka tworzące kanały to: BclxL, Bcl-2, Bax, t-Bid oraz Bad. Kanały zbudowane z wymienionych białek nie są dobrze poznane a ich właściwości są zmienne, jednakże są doniesienia dotyczące charakterystyki tych kanałów. I tak na przykład kanał tworzony przez białko Bax może być zależny od napięcia i umiarkowanie selektywny dla kationów i anionów.

Kanały jonowe w wewnętrznej błonie mitochondrialnej:
- selektywne kanały potasowe - kanały potasowe obecne w wewnętrznej błonie mitochondrialnej są regulatorami funkcji mitochondriów a co za tym idzie całej komórki. Gęstość tych kanałów jest stosunkowo niska w wewnętrznej błonie mitochondrialnej. Mitochondrialne kanały potasowe są regulowane przez wiele czynników i warunków w sposób podobny do kanałów potasowych w błonie plazmatycznej. Regulatory mitochondrialnych kanałów potasowych obejmują potencjał błonowy, jony wapnia, wolne kwasy tłuszczowe i ATP w komórce. Nawet fosforylacja białka kanałowego może regulować aktywność mitochondrialnego kanału potasowego. Wszystkie te właściwości są kluczowe dla ścisłej regulacji przepływu K+ przez wewnętrzną błonę mitochondrialną. Kanały potasowe można podzielić na rodziny w oparciu o ich strukturę:  wewnętrznie rektyfikujące kanały potasowe (kanały Kir, 2-TM), dwa kanały potasowe w domenie P (kanały K2P, 4-TM), zależne od napięcia kanały potasowe (kanały Kv, 6-TM) oraz kanały potasowe aktywowane wapniem i sodem (kanały KCa / KNa, 7-TM)[3].
- kanały wapniowe – jony wapnia transportowane są przez wewnętrzną błonę mitochondrialną za pomocą selektywnych uniporterów tzw. mitochondrialnych wapniowych uniporterów (MCU, ang. Mitochondrial Calcium Uniporter). Kanał jest odpowiedzialny za pobieranie wapnia do macierzy mitochondrialnej. Zbudowany jest z kompleksu wielu białek, w tym białek tworzących por i kilku podjednostek regulatorowych. Wiele uwagi poświęca się MCU, ponieważ uczestniczy w sygnalizacji Ca2+, a zatem może być bardzo przydatnym narzędziem dla komórek, których procesy proliferacji są zależne od wapnia.
- kanały magnezowe – magnez jest najliczniejszym kationem dwuwartościowym występującym w komórce eukariotycznej i prokariotycznej. Pierwiastek ten pełni bardzo ważną rolę strukturalną w rybosomach oraz w większości jest przechowywany w mitochondriach. Kanał selektywny dla magnezu to Mrs2 (ang. Magnesium-Permeable Channel). Kanał Mrs2 reguluje splicing RNA.
- pory importujące białka - scharakteryzowano dwa systemy transportu białek w wewnętrznej błonie mitochondrialnej. Por zbudowany z kompleksu białek Tim23, który dedykowany jest dla białek posiadających terminalną sekwencję NH2- celująca do mitochondriów. Natomiast por kanału zbudowany z Tim22 i kofaktorów odpowiedzialny jest za transport białek, które nie zawierają sekwencji sygnałowej, są natomiast wbudowywane do błony wewnętrznej mitochondriów. Oba białka występują w odpowiednich kompleksach jako dimery i są w stanie nieaktywnym podczas braku białek do transportowania. Nadejście białka powoduje aktywację poru.
- anionowe selektywne kanały jonowe – najczęściej opisywanym kanałem jest kanał anionowy wewnątrz błonowy IMAC (ang. Inner Membrane Anion Channel). Otwarcia kanału zależne są od napięcia, przy potencjałach dodatnich kanał wykazuje większą aktywność w porównaniu do ujemnych napięć.
- nieselektywne mitochondrialne mega-kanały – mitochondrialny mega-kanał MPTP (ang. Mitochondrial Permeability Transition Pore) jest skomplikowaną wielobiałkową strukturą. Kanał jest nieselektywny i w towarzystwie jonów wapnia i nieorganicznych związków fosforu tworzy por, który może przepuszczać substancje rozpuszczone o masie cząsteczkowej do 1,5 kDa. MPTP charakteryzuje się wysokim przewodnictwem. Kanał ten wrażliwy jest przy potencjał wewnętrznej błony mitochondrialnej, pH macierzy mitochondrialnej, jony metali dwuwartościowych oraz  nukleotydów adeninowych. Kanał MPTP zaangażowany jest w powstawanie śmierci komórkowej[4].
- kanały aktywowane przez przenośniki – kanały ANT (ang. Adenine Nuclotide Translocator) zwane również translokazą ATP/ADP, transportują nukleotydy adeninowe. Kanał ANT umożliwia wymianę wolnego ATP na ADP przez wewnętrzna błonę mitochondrialną.